# Edward Scofield
Edward Scofield, född 28 mars 1842 i Clearfield, Pennsylvania, död 3 februari 1925 i Oconto, Wisconsin, var en amerikansk republikansk politiker. Han var den 19:e guvernören i delstaten Wisconsin 1897-1901.
Scofield deltog i amerikanska inbördeskriget i nordstatsarmén och befordrades till major. Han flyttade 1868 till Wisconsin. Han var verksam inom timmerbranschen.
Scofield var ledamot av delstatens senat 1887-1890.
Scofield var en konservativ republikan. Han besegrade de progressiva republikanernas ledargestalt Robert M. La Follette i republikanernas primärval inför guvernörsvalet 1896. Han vann sedan själva guvernörsvalet och omvaldes två år senare. Även den gången utmanade La Follette honom i primärvalet. Scofield efterträddes 1901 som guvernör av La Follette.